# Vladas Garastas
Vladas Garastas (* 8. Februar 1932 in Linkuva, Rajongemeinde Pakruojis) ist ein litauischer Basketballtrainer und Basketballfunktionär.

## Leben
Nach dem Abitur 1952 am Gymnasium Biržai absolvierte Garastas 1959 Lietuvos valstybinis kūno kultūros institutas. Seit 2004 ist er Ehrendoktor der Sportuniversität Litauens.
Von 1952 bis 1960 spielte er bei Kaunas „Žalgiris“. Ab 1956 arbeitete als Trainer in Biržai. Von 1959 bis 1970 leitete er das Sportkomitee Biržai und von 1971 bis 1978 die Sportschule Biržai. Von 1992 bis 1997 betreute er als Chefcoach die litauische Basketballnationalmannschaft. Von 2003 bis 2011 war er Präsident von Lietuvos krepšinio federacija. Sein Nachfolger war Arvydas Sabonis.
Von 1979 bis 1989 war er Cheftrainer von Kaunas „Žalgiris“.
Im Oktober 2008 wurde Vladas Garastas berühmt für seine rassistischen Äußerungen über Amerikaner, die Kaunas „Žalgiris“ vertraten. Garastas nannte den ausländischen Spieler von „Žalgiris“ öffentlich einen „Neger“ und „Schwarzen Arsch“. Ein öffentlicher Ausdruck des Präsidenten des litauischen Basketballverbandes (LKF) verärgerte den Legionär des Kaunas-Klubs aus den USA und dieser wandte sich mit der Bitte an die Generalstaatsanwaltschaft Litauens eine Voruntersuchung einleiten.

## Familie
Garastas ist verheiratet. Er hat eine Tochter und hatte einen Sohn († 2022 in Köln).

## Ehrung
- 2002: Ehrenbürger von Kaunas
- 2003: Ehrenbürger von Biržai